# 長田区
長田区（ながたく）は、兵庫県神戸市を構成する行政区9区のうちの一つ。神戸市全9区のうち人口密度は最大、面積は最小の区である。

## 概要

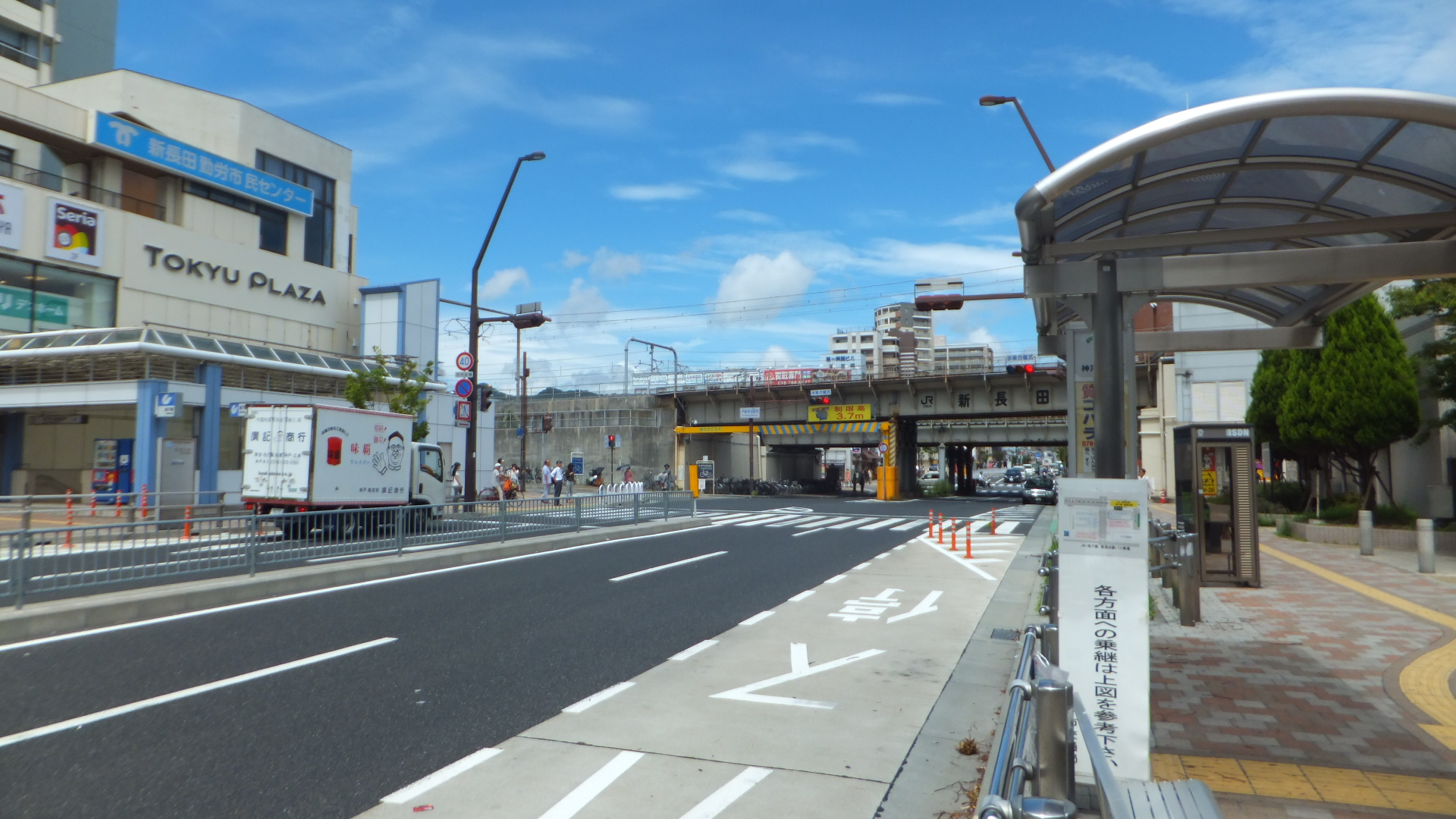
新長田駅前の街並み
若松町4丁目で撮影

神戸市の中南部に位置し、兵庫区、須磨区、北区と隣接する。
神戸三大神社の一つとされる長田神社があり、正月三が日の初詣だけではなく、追儺神事や夏越祭など、年中賑わいがある。

### 地理
- 山：六甲山、高取山（鷹取山）
- 海
- 河川：新湊川、苅藻川

### 地域
区南西部は、古くから「駒ヶ林」と称され、大坂湾沿岸部を中心に渡来人の集落が形成された歴史がある。同じ長田区内でも長田神社周辺とは異なる庶民文化を形成し、近代、駒ヶ林から六甲山地側への市街地拡大に際して「新長田」と呼ばれるエリアが確立した（なお、昭和中期、現在の西区の西神地区が開発される以前には新長田地区が「西神戸」と呼ばれた時代もある）。神戸の「履き倒れの街」を象徴するケミカルシューズ産業が盛ん。全国でも有数のコリア・タウンがあり、大阪市生野区と並ぶ在日コリアンの多い街としても有名である。本場の味と言われるお好み焼き屋や焼肉店も多く冷麺も有名。焼きそばを「そば焼き」と呼び、店にも「そば焼き」と書かれているところが多い。そばめしもここが発祥である。阪神・淡路大震災では大規模な火災が発生して商業地や住宅地が消失する被害があった。震災復興の再開発事業により、2009年には「鉄人28号」の巨大像が新長田駅南側に誕生、長田区が鉄人28号に特別住民票を交付するなど、新たな地域の顔として親しまれている（「KOBE鉄人PROJECT」も参照）。
長田神社の南側に当たる五番町、六番町周辺は「番町地区」と呼ばれる。幕末の神戸港開港（1868年）後、神戸には全国から職を求めて貧民が急増し、スラムが散在するようになる。伝染病の流行もあり、兵庫県が行ったスラム対策によって、葺合（ふきあい）村の新川地域とともに番町地区周辺にはこうした貧民らが多く移り住むようになった。「神戸市のスラム問題」も参照。
北部には、山麓で入り組んだ坂の上に築かれた町である丸山地区（丸山町や大日丘町、鶯町、檜川町、雲雀ケ丘、鹿松町など15町）があり、コミュニティ活動が盛んな地区として全国的にも知られている。

## 歴史
神戸開港より、神戸には多くの中国人（華僑）が居留するに至り、彼らのための共同墓地「神阪中華義荘」が宇治野村(現在の神戸市中央区中山手7丁目)に作られたが、1924年に海の見える高台である林田区長田村（現在の長田区滝谷町1丁目9-1）に移転された。約1000基の墓が立ち並んでおり、敷地内に「清國孩童総墓」などがある。

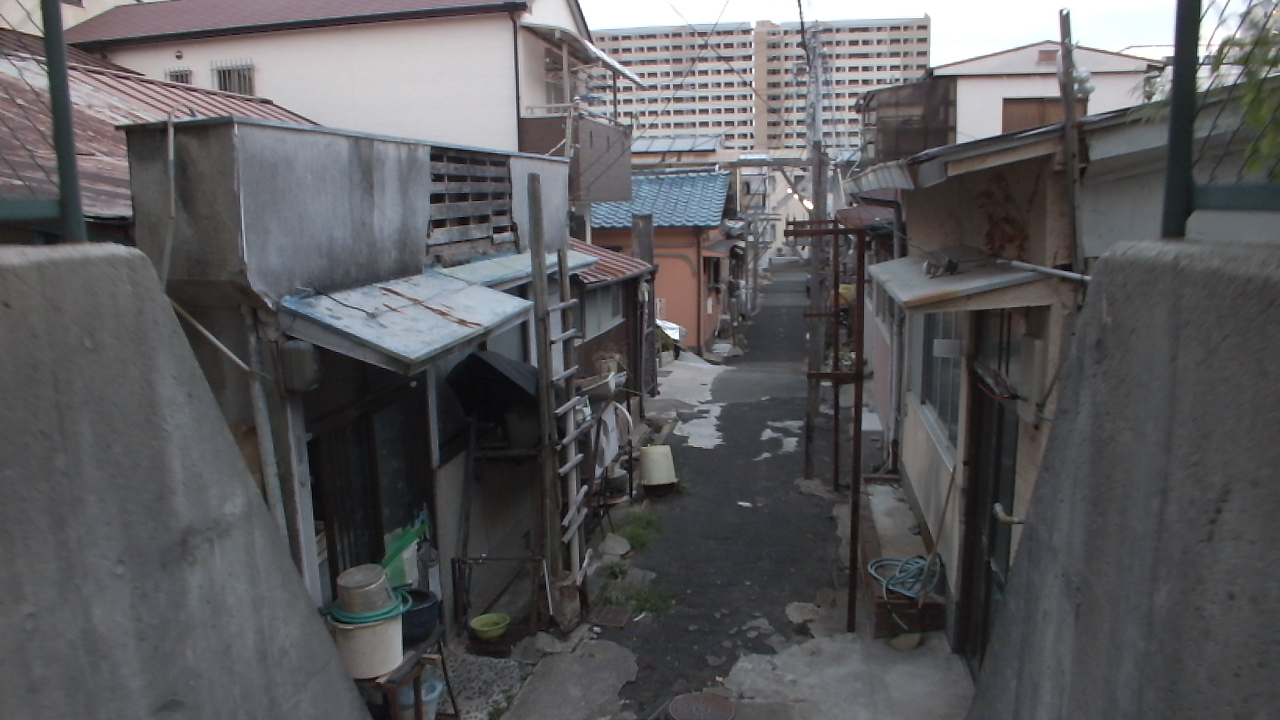
現在は同和地区指定されていないが、日本最大の被差別部落と呼ばれた番町地区。

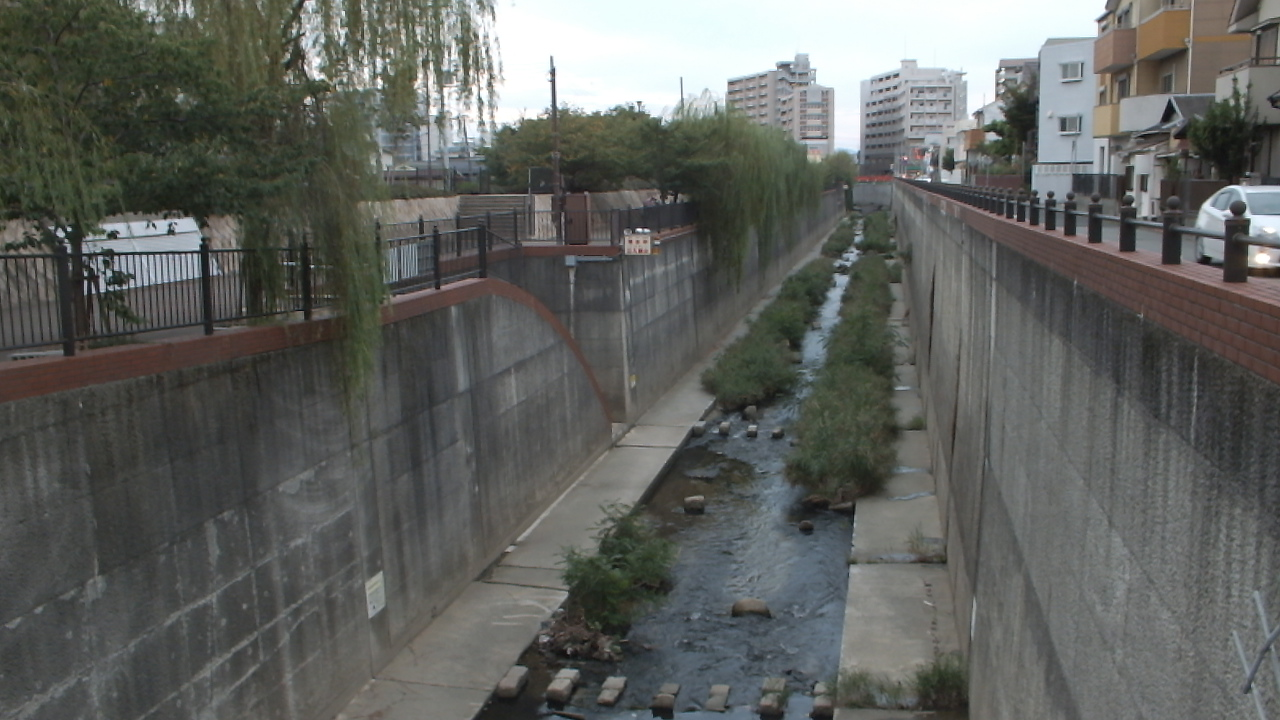
番町地区の住民からは「差別の川」と呼ばれた新湊川。民間有志によって付け替え工事が計画され、番町地区の北側を東から西へ流れる現在の流路に付け替えられた。阪神・淡路大震災復旧を機に水害防止策として、1990年代後半から5カ年、総工費約186億円を投じ、川底を2メートル掘り下げ大改修が行われた。

旧長田村は神戸の貧民部落の一つであった。1927年に刊行された日本大学教授井上貞蔵の著書『一経済学徒の断草』によれば、
吉田司によれば、日本最大の被差別部落であったが、阪神・淡路大震災では差別問題に触れることを恐れたマスコミが報道を控えたため人知れず消滅することとなった。
震災のあった1995年の初秋に、男はつらいよシリーズ第48作『男はつらいよ 寅次郎紅の花』のロケーション撮影が、被災して仮設で営業していた菅原市場で行われた。主演の渥美清は翌年に死去し、この作品が渥美の遺作となった。神戸でロケが行われた韓国ドラマ『ガラスの華』では、警察署として長田区役所の建物が使用された。

### 事件・事故
1950年（昭和25年）11月20日、在日朝鮮人による長田区役所襲撃事件が発生。
1967年（昭和42年）7月9日、集中豪雨により五位ノ池町2丁目の住宅地裏山が崩れ3戸が全壊。付近で土嚢積み作業をしていた水防団員が巻き込まれて3人が死亡。
2014年（平成26年）9月、神戸小1女児殺害事件が発生。
2017年（平成29年）9月、長田区五番町で指定暴力団神戸山口組から離脱して結成された新組織「任侠山口組」の関係者で織田絆誠代表の警護役とみられている男性が射殺された。狙撃犯は消息不明である。同年12月3日、長田区で「暴力団追放住民決起大会」が開かれた。付近の住民ら約150人と県警、公益財団法人「暴力団追放兵庫県民センター」などの関係機関が参加、区内をパレードした。
2023年（令和5年）4月22日 - 長田区東尻池町にあるラーメン店の店主で特定抗争指定暴力団山口組弘道会傘下湊興業の余嶋学組長が射殺される事件が発生。

### 年表
- 1889年（明治22年） - 東尻池村、西尻池村、長田村、駒ヶ林村、野田村、御崎村、今和田新田、吉田新田を合わせて林田村と命名される[15]。神戸市制実施[15]。神戸区に葺合、荒田両村を合わせて神戸市とする[15]。
- 1896年（明治29年） - 湊村、林田村、池田村を神戸市に編入[15]。
- 1898年（明治31年） - 苅藻島（かるもじま）埋立工事完成[15]。
- 1901年（明治34年） - 湊川付け替え工事が完成し、通水式を実施[15]。
- 1910年（明治43年） - 兵庫電気軌道（山陽電鉄）兵庫駅 - 須磨駅間が開通[15]。長田駅、西代駅が開業[15]。
- 1919年（大正8年） - 寺池、重池、蓮池を市営住宅地として埋立[15]。
- 1931年（昭和6年） - 区制実施[15]。林田区誕生[15]。
- 1932年（昭和6年） - 丸山遊園地が丸山町2に完成[16]。
- 1945年（昭和20年）
  - 3月17日 - 神戸大空襲[17]。
  - 5月1日 - 行政区の再編により、林田区の一部（兵庫運河以東および常盤町・千歳町・大池町一 - 四丁目を除く）および須磨区の一部（大字西代）の区域に本区を設置。
- 1984年（昭和59年）12月19日 - 公募により90種2177通の応募の中から区の花が制定[18]。
- 1984年（昭和59年）12月19日 - 公募により90種2177通の応募の中から区の花が制定[18]。
- 1995年（平成7年）1月17日 - 阪神・淡路大震災で家屋倒壊に加え、地震直後に大規模な火災が発生するなど多大な打撃を受ける。
- 2003年（平成15年）10月8日 - 公募により503通の応募の中から区の木が制定[18]。

## 人口
- 1945年 112,992人
- 1947年 150,204人
- 1950年 167,109人
- 1955年 189,806人
- 1960年 202,338人
- 1965年 214,345人
- 1970年 210,072人
- 1975年 185,974人
- 1980年 163,949人
- 1985年 148,590人
- 1990年 136,884人
- 1995年  96,807人
- 2000年 105,464人
- 2005年 103,791人
- 2010年 101,624人
- 2015年  97,912人

## 小中学校の学区
- 校区一覧

## 経済

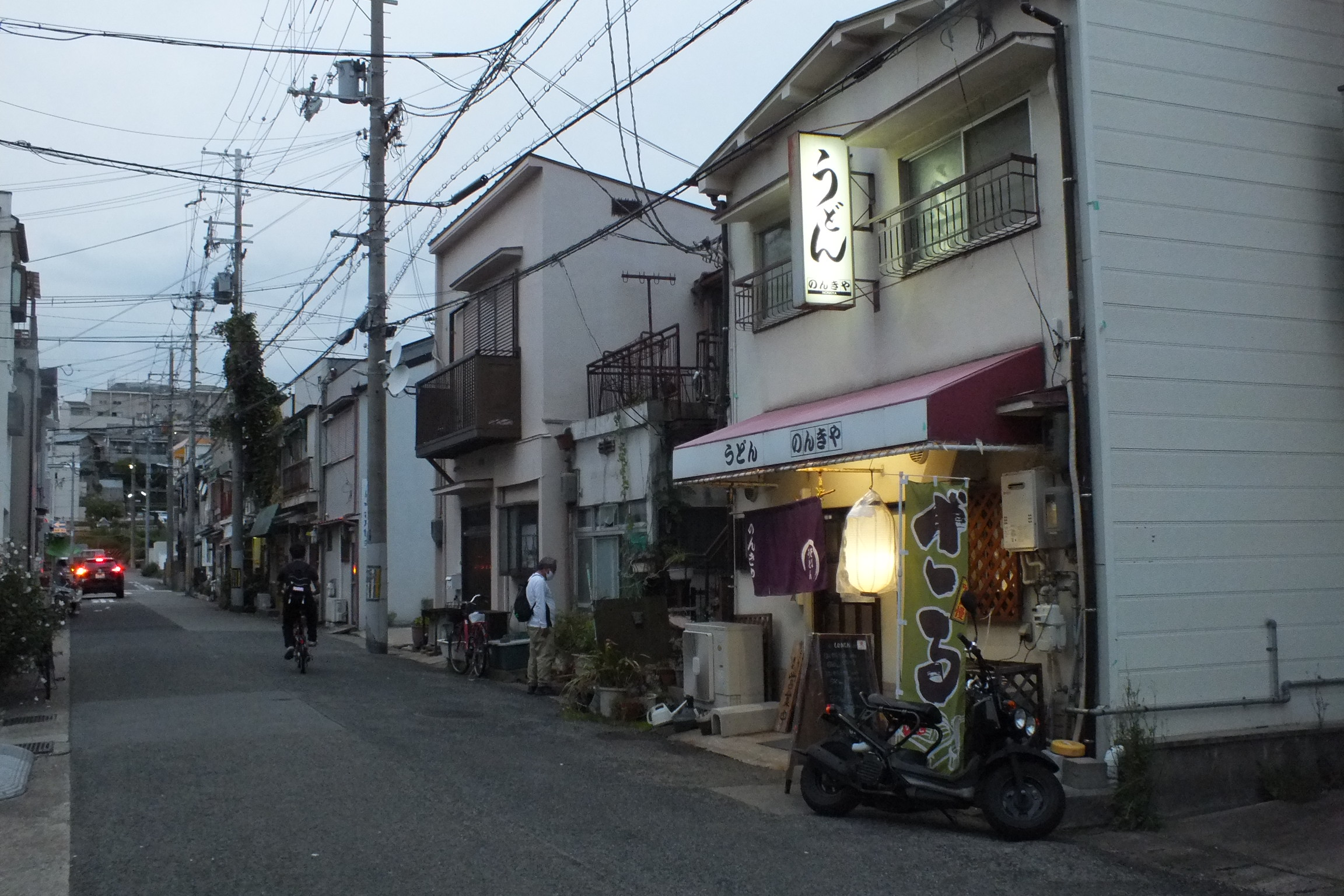
ぼっかけうどん発祥の店とされる長田の「のんきや」

### 産業
- ケミカルシューズ・ゴムおよびゴム靴
- マッチ

### 食文化
- ぼっかけうどん
  - 長田区は、牛すじとこんにゃくを煮込んだ「ぼっかけ」とネギをうどんに乗せた「ぼっかけうどん」発祥の地と言われ、多くの店がある[19]。
- そばめし
  - そばめしも長田区で1995年頃から著名になったといわれる。シューズ工場の従業員らが昼食に持ってきた冷や飯を店の鉄板で温め、注文した焼きそばと一緒に食べていたが、昼休みの時間短縮に両方を混ぜたのが始まりとされる[20]。

### 本社を置く企業
- ハニー化成
- 三ツ星ベルト
- 増田製粉所
- 伍魚福
- 植垣米菓
- 山陽電気鉄道
- 兵庫ひまわり信用組合
- トーホービルサービス
- アニタス神戸
- オイシス（本店。営業本部は伊丹市）

過去に本社を置いていた企業
- シンエー

## 施設

### 健康
- 神戸市立医療センター西市民病院 - 神戸市5病院群・神戸市民病院群の一つ
- 公文病院
- 神戸医療生活協同組合神戸協同病院
- 医療法人社団十善会野瀬病院
- 適寿リハビリテーション病院
- 医療法人社団積善会兵庫病院
- アキヨシ整形外科病院
- 神戸朝日病院
- 丸山病院

### 教育

#### 大学・短期大学
- 神戸教育短期大学（旧：神戸学院大学長田キャンパス（法科大学院））
- 神戸常盤大学
- 神戸常盤大学短期大学部

#### 専門学校
- 阪神自動車航空鉄道専門学校

#### 高等学校
| 公立高等学校 - 兵庫県立夢野台高等学校 - 兵庫県立兵庫高等学校 - 兵庫県立湊川高等学校（定時制） - 兵庫県立長田高等学校 - 兵庫県立長田商業高等学校（定時制） - 兵庫県立青雲高等学校（通信制） | 私立高等学校 - 私立神戸村野工業高等学校 - 私立神戸常盤女子高等学校 - 私立神戸野田高等学校 - 私立育英高等学校 |

#### 中学校
- 神戸市立雲雀丘中学校
- 神戸市立丸山中学校
- 神戸市立西代中学校
- 神戸市立高取台中学校
- 神戸市立長田中学校
- 神戸市立駒ヶ林中学校

#### 小学校
- 神戸市立室内小学校
- 神戸市立名倉小学校
- 神戸市立丸山ひばり小学校
- 神戸市立宮川小学校
- 神戸市立池田小学校
- 神戸市立蓮池小学校
- 神戸市立長田小学校
- 神戸市立五位の池小学校
- 神戸市立御蔵小学校
- 神戸市立真野小学校
- 神戸市立長田南小学校
- 神戸市立真陽小学校
- 神戸市立駒ケ林小学校

#### 各種学校・専門学校
- 西神戸朝鮮初級学校
- 神戸韓国学園
- 兵庫県立総合衛生学院

### 公園
- 若松公園
- 水笠通公園
- 大国公園

### 住宅団地
- 都市再生機構新長田駅前団地

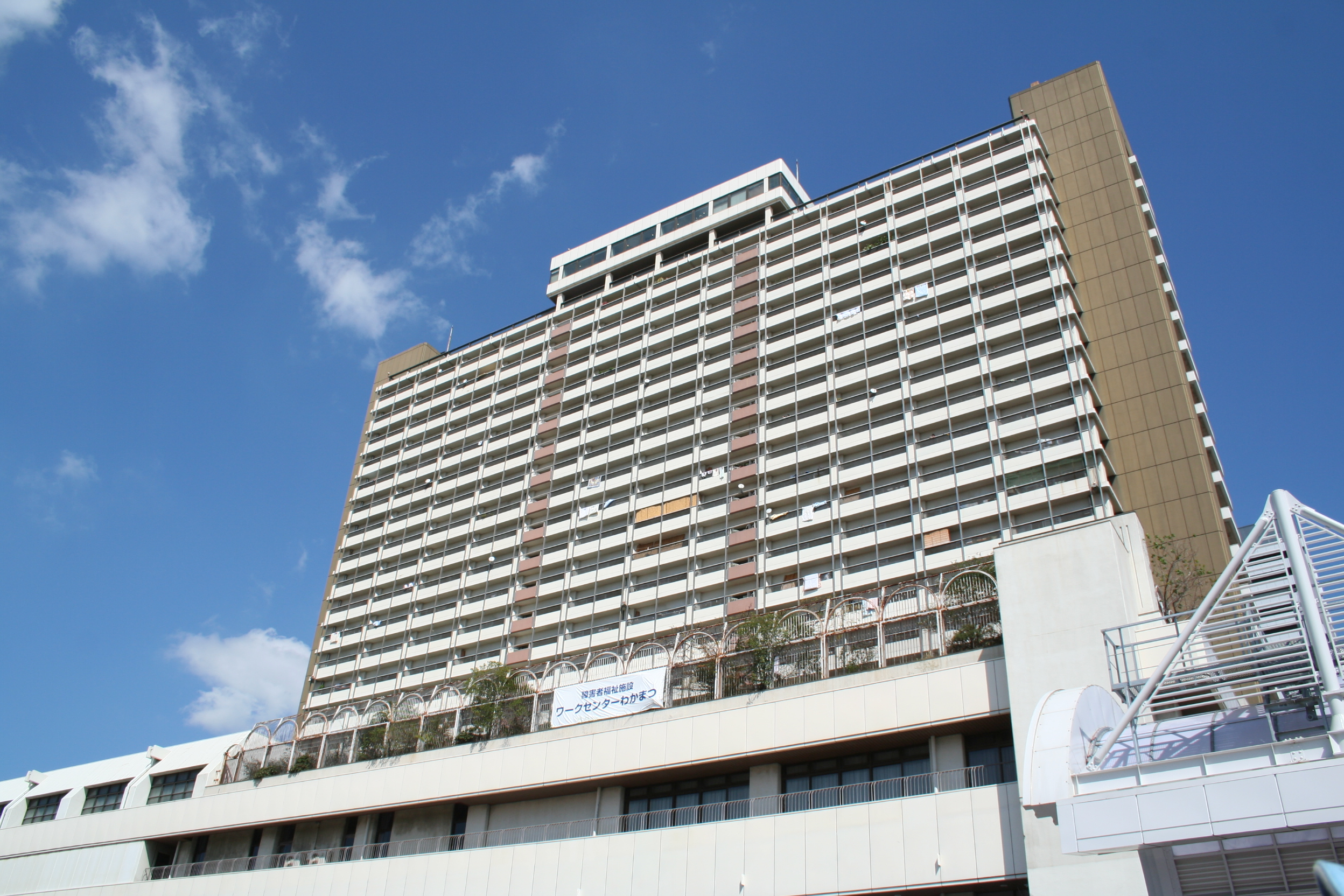
新長田駅前ビル。都市再生機構新長田駅前団地はこのビルの上層階に存在する。

- 都市再生機構グリーンヒルズ鷹取（鷹取団地を建て替えた住宅団地）
- 都市再生機構ルネタウン御船
- 都市再生機構フレール長田大道
- 都市再生機構フレール長田
- 県営長田天神住宅
- 県営片山住宅
- 県営五位ノ池住宅
- 県営西尻池住宅
- 県営中村住宅
- 市営一番町住宅
- 市営重池住宅
- 市営久二塚西住宅
- 市営久二塚東住宅
- 市営大日丘住宅
- 市営寺池住宅
- 市営番町住宅
- 市営房王寺住宅

かつて存在した住宅団地
- 住宅・都市整備公団鷹取団地（建て替えられて「グリーンヒルズ鷹取」となった）

### 組合・団体
- 長田中央小売市場協同組合
- 部落解放同盟番町支部

## 交通

### 鉄道
- 西日本旅客鉄道（JR西日本）
  - 山陽新幹線：区内に駅はなく、新神戸駅 - 西明石駅間の神戸トンネル内で約 330m ではあるが当区（雲雀ケ丘一丁目周辺）を通過している。
  - 山陽本線：新長田駅
- 阪神電気鉄道
  - 神戸高速線：高速長田駅 - 西代駅
- 山陽電気鉄道
  - 本線：西代駅
- 神戸電鉄
  - 有馬線：長田駅 - 丸山駅
- 神戸市営地下鉄
  - 山手線：長田駅 - 新長田駅
  - 海岸線：苅藻駅 - 駒ヶ林駅 - 新長田駅

※神戸電鉄長田駅と神戸市営地下鉄長田駅は約1.9km離れている。

### バス
- 神戸市バス
  - 区内全域に路線網を持つ。担当営業所は松原営業所（兵庫区）や落合営業所（須磨区）が分担し、2013年5月1日に北区の有野営業所が閉鎖されるまでは神戸市で唯一神戸市営バスの営業所を持たない区でもあった。

神戸市で唯一民間バスの乗り入れない区でもある。ただし、神戸市道夢野白川線を阪急バスや神姫バスが通るが、同道路は区内の区間がわずかのため、当区内にバス停はない。

### 道路

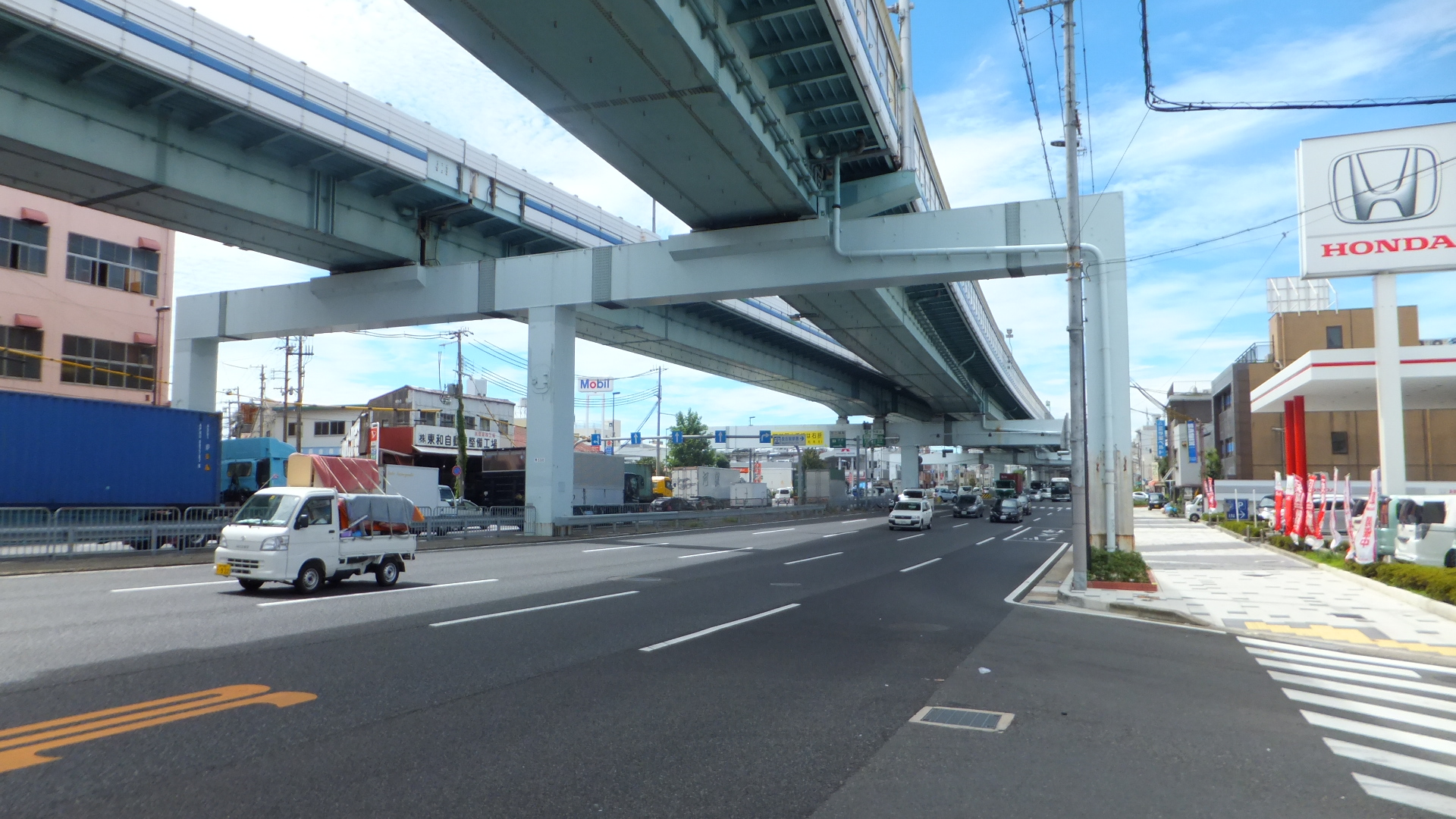
区内の東西を縦断する国道2号
（真上には阪神高速3号神戸線）
梅ヶ香町3丁目で撮影

阪神高速道路
- 3号神戸線：湊川I.C.
- 31号神戸山手線：神戸長田I.C.

一般国道
- 国道2号
- 国道28号
- 国道250号（区内は2号重複）

県道
※主要地方道のみである。
- 兵庫県道21号神戸明石線
- 兵庫県道22号神戸三木線

その他広域幹線道路
- 山手幹線
- 市道夢野白川線（旧西神戸有料道路）
- 市道長田箕谷線

## 名所・旧跡・観光スポット・祭事・催事
- 高取山（鷹取山）
- 長田神社
- 駒林神社
- 高取神社
- 神戸水天宮
- 明泉寺
- シューズプラザ
- くつっ子まつり
- 若松公園 - 鉄人28号のモニュメント。

若松公園の鉄人28号のモニュメント

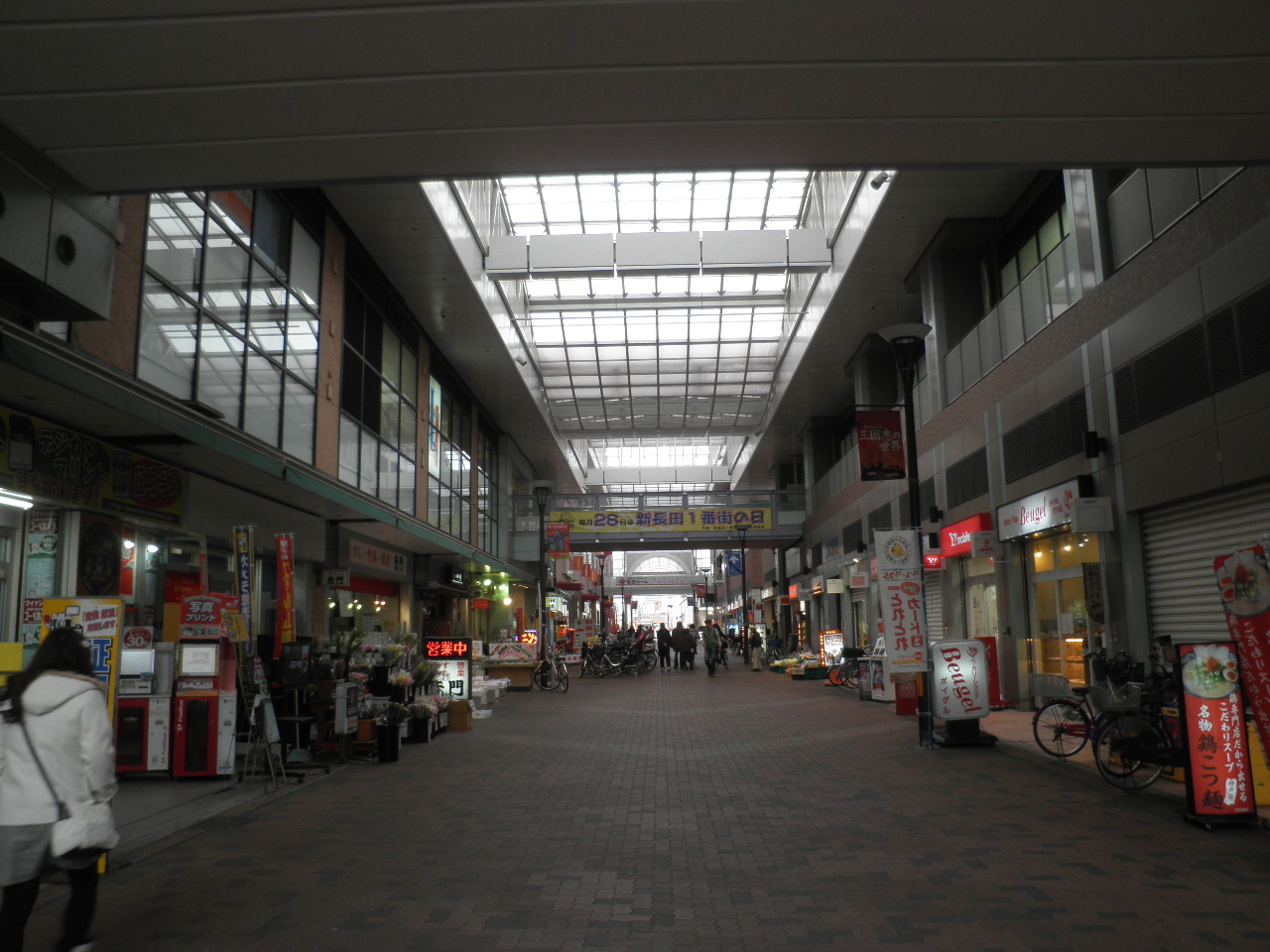
新長田1番街

- 新長田商店街 - 鉄人28号と三国志の関連施設が点在する。
  - 新長田一番街商店街 - アスタくにづか、神戸映画資料館。
  - 大正筋商店街
  - 本町筋商店街
  - 六間道商店街
  - アジアギャザリー
- 兵庫運河建設の功労者・八尾善四郎の像 - 兵庫運河高松橋西詰（長田区東尻池新町）。

## 出身有名人

### 政治・経済・文化・芸能
- 青山繁晴（ジャーナリスト、政治家） - 独立総合研究所代表取締役社長。参議院議員。
- 大村崑（喜劇俳優）
- さゆり（漫才師）[注 1] - 夫婦漫才コンビ「かつみ・さゆり」のボケ担当。
- 寿美菜子（俳優、声優） - スフィアのメンバー。
- 佐々木マキ（イラストレーター）
- 杉良太郎（俳優、歌手）
- 妹尾河童（舞台美術家）
- 田嶋悟士（ガガガSP、ドラム）
- 寺田千代乃（アート引越センター社長）
- 浜崎為司（政治家。神戸市会議員で、副議長や会派「自民党神戸」の団長などを務めた）
- 林剛史（俳優）
- 船井哲良（実業家、船井電機創業者）
- 山路ふみ子（俳優、実業家、社会事業家）
- 米倉弘昌（実業家、住友化学代表取締役会長、日本経済団体連合会会長）

### 学術
- 井川スミス史子（考古学者） - マギル大学名誉教授・元准副学長

### スポーツ
- 篠原信一（柔道家、シドニー五輪銀メダリスト）
- 長井良太（元プロ野球選手、広島東洋カープ）
- 山口高志（元プロ野球選手）
- 青木尚龍（高校野球指導者）
- 松本海聖（プロボクサー）

### アナウンサー
- 大橋未歩（フリーアナウンサー、元・テレビ東京アナウンサー）
- 中井雅之（フリーアナウンサー、元・ラジオ大阪アナウンサー）

### その他
- 加茂田重政（ヤクザ）
- 有本恵子（北朝鮮による拉致被害者、石岡亨夫人）

### ゆかりの人物
- 五島虎雄（政治家） - 衆議院議員（社会党）。孫は神戸市会議員の五島大亮。かつて住所が長田区御屋敷通だった。
- 八尾善四郎（魚問屋、兵庫運河社長） - 兵庫運河建設に尽力。